# 丁髷塚
丁髷塚（ちょんまげづか）は神奈川県平塚市榎木町にある罪人16人の丁髷を祀った塚。

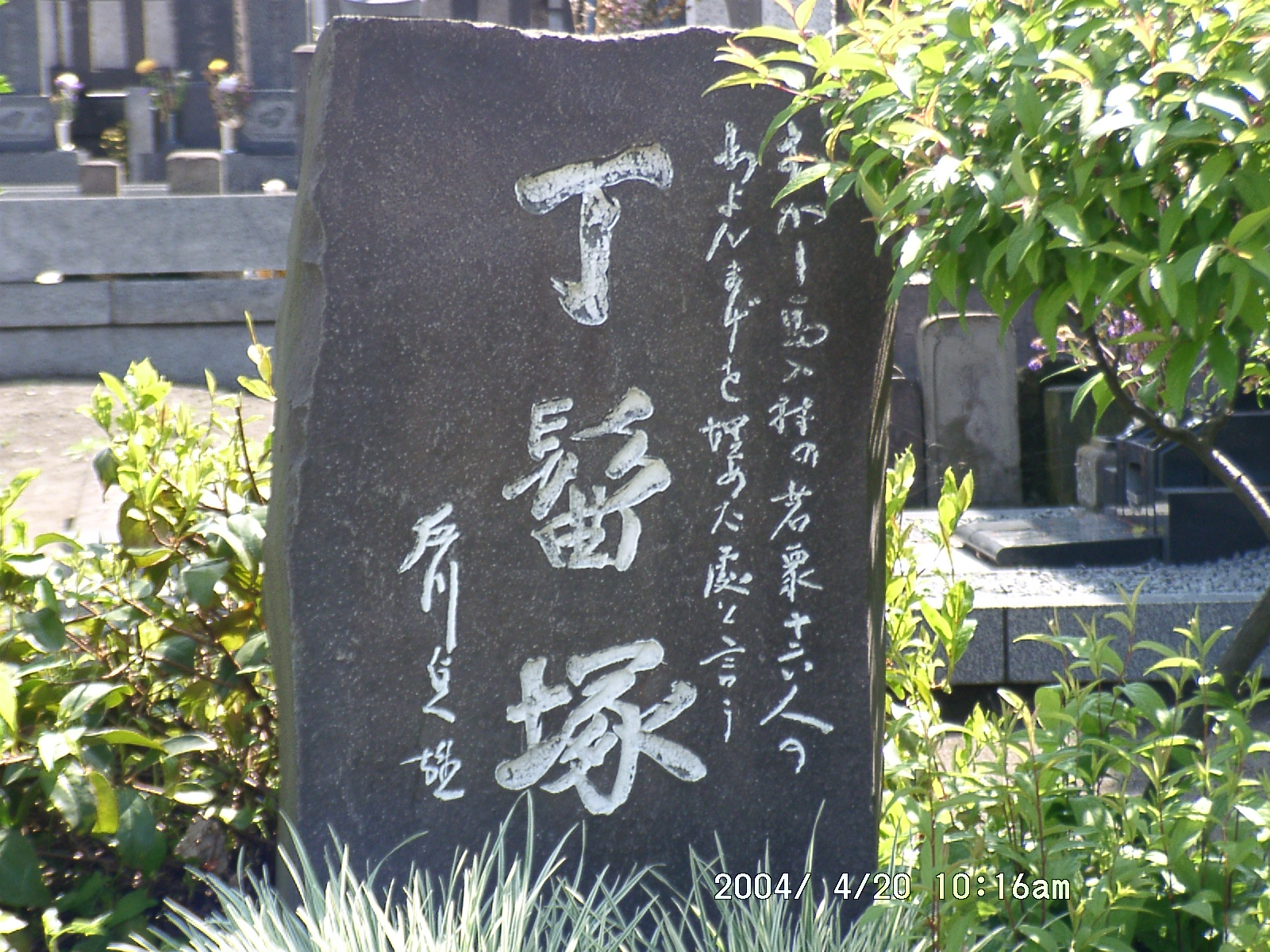
丁髷塚

## 由来
1838年、寒川神社の神輿が春に大磯で行われる国府祭（こうのまち）に渡御した帰りに、一ノ宮の寒川神社の氏子と四ノ宮の前鳥神社の氏子とが相模川の渡し場で争いを起こし、寒川神社の御神体（又は御輿）が川に落ちて行方不明となった。（数日後に発見され、茅ヶ崎の浜降祭の起源となったという説もある）。争いは裁判となり、代官江川英龍は四ノ宮の氏子16名に打首断罪の判決を下したが、処刑の日に代官はその丁髷だけを斬り落とし、打首に代えたという。丁髷は連光寺に埋葬され、丁髷塚の名を残していたが、1957年平塚市観光協会は供養碑を建てた。連光寺の西側（平塚駅側）の墓所の片隅にある。
もしこの「由来」が正確なものであるならば、代官の処置は大変な英断であったと言えよう。丁髷の切り落としは非人手下（ひにんてか）に落とす身分刑であった可能性があるからである。月代（さかやき）を剃って髷を結う髪型は兜（かぶと）をかぶったときに蒸れて頭皮が炎症を起こしたりしないように工夫されたもので、一人前の男のシンボルであった。

## 交通
平塚駅より神奈川中央交通バスで「茅ヶ崎駅行」馬入橋下車徒歩5分。